# Vägmärken i Sverige

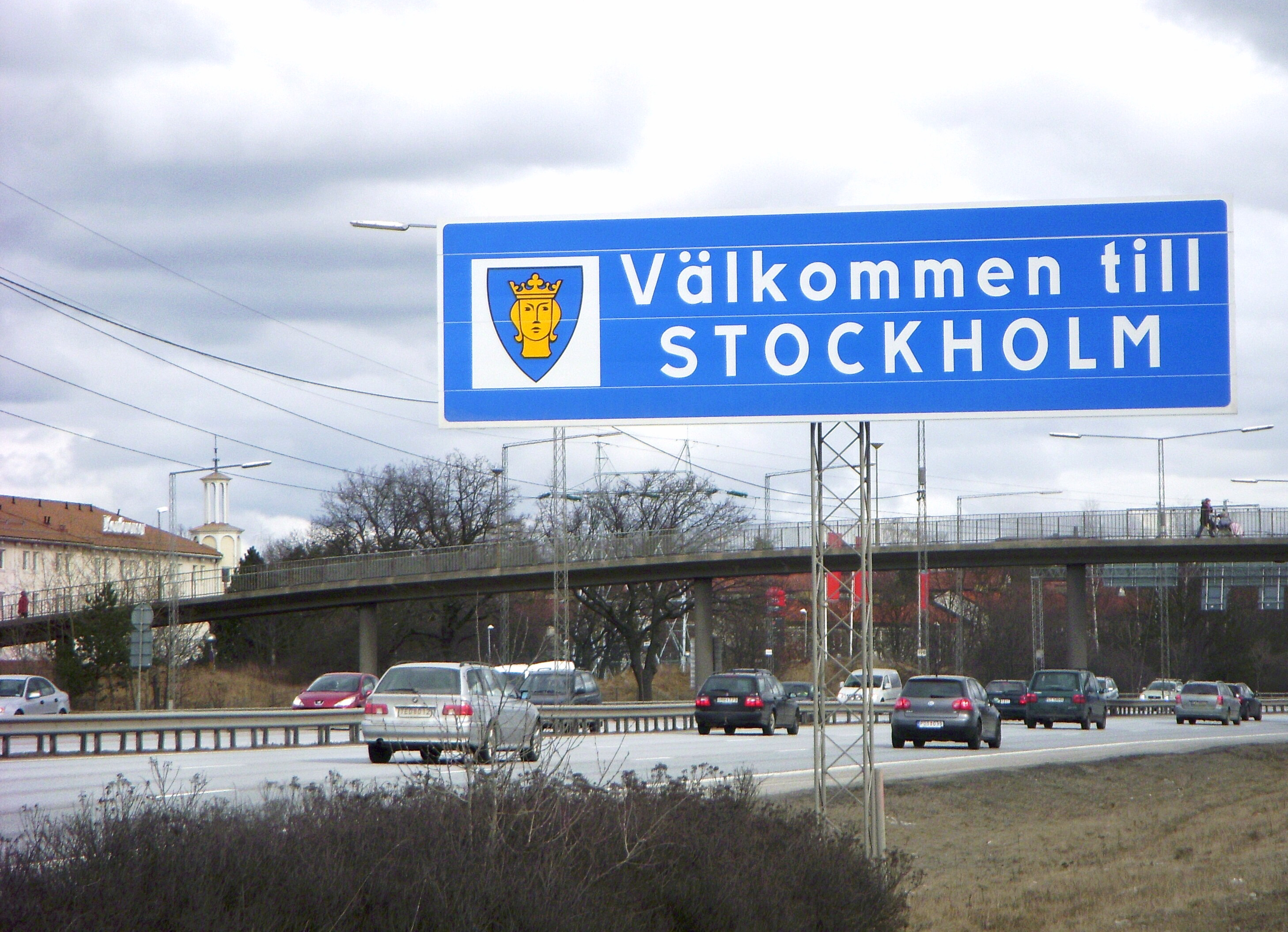
Välkomstmärke vid motorvägen E4/E20 (Infarten från Södertälje vid Mälarhöjden och Fruängen).

Vägmärken i Sverige är officiella symboler och skyltar som används för att reglera, varna och vägleda trafikanter på det svenska vägnätet. Systemet med vägmärken är en del av den svenska trafikförordningen och omfattar allt från väjningsplikt och förbudsmärken till upplysningsmärken och lokaliseringsmärken. Vägmärkena utformas och används i enlighet med internationella standarder, särskilt Wienkonventionen om vägtrafik och Wienkonventionen om vägmärken och signaler, men med vissa nationella anpassningar. Ansvar för reglering och utförande av vägmärken ligger på bland annat Transportstyrelsen och Trafikverket.

## Allmänt
Vägmärken regleras internationellt av FN:s Konvention om vägmärken och signaler. Detta betyder att vägmärkena i huvudsak är likadana i bland annat Europa.
Även Sverige följer denna konvention, men med några avvikelser, till exempel att bakgrundsfärgen för varnings- och förbudsmärken gul och inte vit som i flertalet andra europeiska länder.
Gul bakgrundsfärg på både varnings- och förbudsmärken används exempelvis i Sverige, Slovenien, Serbien, Montenegro, Finland och Nordmakedonien. I Polen och Grekland har man valt att ha gul bakgrund på varningsmärken och vit bakgrund på förbudsmärken. Vit anses vara tydligare. Gult anses dock ha fördelen att skyltarnas tecken syns bättre under vintern. Dock kan gult synas sämre under hösten på grund av att höstlöv kan vara både gula och röda.
För vägvisningsmärken varierar färgerna kraftigt. För vägvisningsmärken som avser motorvägar är de i Sverige gröna med vit text, de kan vara blå också enligt konventionen. Sverige har valt grönt eftersom blå bakgrund används för vanliga landsvägar. Grönt för motorväg och blått för landsväg är mycket vanligt i Europa. 
Många av de vägmärken som numera är i bruk i Sverige är ritade av Kåge Gustafson. En uppskattning som gjorts är att han har ritat runt 200 vägmärken. Även Tratex, typsnittet som används på skyltarna, har formgivits av Gustafson.

## Kategorier
Vägmärken delas ofta in i olika kategorier för att lättare kunna hålla isär de olika typerna av vägmärken. Ofta delas de upp på följande sätt:
- Varningsmärken
- Förbudsmärken
- Påbudsmärken
- Anvisningsmärken
- Lokaliseringsmärken
- Tilläggstavlor
- Väjningspliktsmärken
- Övriga vägmärken

## Historik

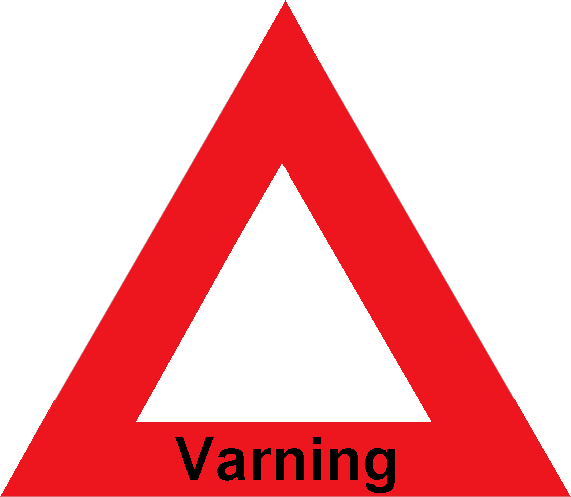
Vägmärke av den typ som användes 1916-1931.

Någon form av vägmärken har funnits i minst ett par tusen år. Föregångarna till dagens vägmärken var olika former av märkningar längs olika vägar för framförallt de som tog sig fram med häst. Träd kunde till exempel märkas för att folk skulle hitta lättare och ibland sattes stenar upp för att markera var vägen gick. Vissa runstenar har också använts för vägvisning. Efter en tid tillkom milstolpar längs vägarna och dessa var oftast gjorda i sten. 
Under 1910-talet blev bilarna allt vanligare och behovet av vägvisning längs vägarna blev allt större. Samtidigt var de vägvisningar som då existerade inte av enhetlig standard och de upplevdes som ålderdomliga eftersom de bestod av milstolpar och ett antal enklare skyltar vid gästgiverier. År 1916 tog Kungliga Automobilklubben fram en typ av skyltar som bestod av en triangel och under triangeln fanns det en text som förklarade märkets budskap. Några år tidigare hade det vid en internationell konferens 1909 i Paris beslutats om en enhetlig typ av vägmärken som bestod av runda blå tavlor med vit text. 
Med tiden blev den europeiska standarden en sorts kombination av den standard som fastställts i Paris och KAK:s standard. De trekantiga märkena från KAK utvecklades till varningsmärken medan de märken som togs fram i Paris blev förbudsmärken. Denna standard spreds ut över hela Europa. Detta ledde till att man började ta fram vägmärken av enhetlig modell. År 1931 fastställdes en enhetlig standard som gällde för hela Europa. Sedan dess har vägmärkena förändrats flera gånger och nya vägmärken har tillkommit.
Den första svenska kungörelsen angående vägmärken var SFS 1931:252. Den innehöll föreskrifter om:
- Vägvisare
- Ortnamnstavlor
- Varningsmärken
- Vägmärken till upplysning om förbud med avseende å trafiken
- Vägmärken till upplysning om sätt och riktning för trafikens rörelse
- Vägmärken till upplysning om vägs nyttjande för särskilt ändamål
- Allmänna föreskrifter

Kungörelsen var allmänt skriven och innehöll bara ett fåtal bilder av vägmärken:
- Varningsmärke för gupp
- Varningsmärke för vägkrök
- Varningsmärke för korsväg
- Varningsmärke för bevakad järnvägskorsning i plan
- Varningsmärke för icke bevakad järnvägskorsning i plan
- Varningsmärke för annan fara än sådan som avses med tecken 1-5
- Upplysning om körriktning
- Upplysning om att rotationstrafik ska förekomma
- Vägvisare
- Teckensnitt för skylttexter
- Gult och rött färgexempel

Nu gällande lagstiftning är Vägmärkesförordningen, SFS 2007:90.
Det händer också att vägmärken avskaffas helt i Sverige. Ett exempel är påbudsmärket för minimihastighet, som finns med i konventionen om vägmärken, och används exempelvis i Tyskland. Ett annat exempel är förbudsmärket för tätbebyggt område, som visade en vertikal huvudväg, korsad av tre horisontella mindre vägar. Det har några årtionden senare återinförts i helt annat utförande, i överensstämmelse med konventionen.

### Färger på vägmärken
| Gammalt och nytt motorvägsmärke. |  | Gammalt och nytt motorvägsmärke. |
| Gammalt och nytt motorvägsmärke. |  |                                  |

I Sverige har vägmärken ändrat färger några gånger. I början var nästan samtliga anvisningsmärken och lokaliseringsmärken gula med svart text och svarta tecken. Under 1950-talet började det göras prov med nya typer av färger och teckensnitt. Tester gjordes från 1955 och från 1958 infördes en ny färgskala som gick ut på att vägmärkena skulle ha en vit reflekterade text eller vita reflekterande symboler. Bakgrunden skulle vara i en mörkt blå färg som nästan var svart. Detta ansågs vara tydligt i mörker. Den mörka bakgrunden skulle inte vara reflekterande. 
Det var under denna tid som man i Europa införde vägmärket för motorväg och i de flesta andra länder blev de antingen gröna eller blå. I Sverige införde man samma symbol för motorväg som antagits av de andra länderna, men med den skillnaden att det fick en mörkblå bakgrund i likhet med andra svenskspråkiga vägmärken. I övriga länder hade man börjat införa två olika färger som skulle särskilja motorvägar och landsvägar, något som också fördes in i FN-konventionen. I Sverige gjorde man inte det vid den tiden, utan hade den mörkblå färgen som standardfärg oavsett vägstandard. Enda undantaget utgjordes av skylten enskild väg, som hade gula skyltar.
Från och med 1978 beslutade Vägverket om att övergå till en ny färgskala på skyltningen. Landsvägar skulle från och med nu få mellanblå skyltar medan motorvägar skulle få gröna. Detta var en standard som var vanlig i flera andra europeiska länder. Under 1980-talet skedde ett successivt byte av skyltarna på de svenska vägarna. Detta tog lång tid och i vissa fall kunde några enstaka större vägar ha kvar äldre mörkblå skyltar ända fram till slutet av 1990-talet. Inte minst på kommunala gator kunde de vara kvar, beroende på kommunens intresse för frågan.

## Bildgalleri

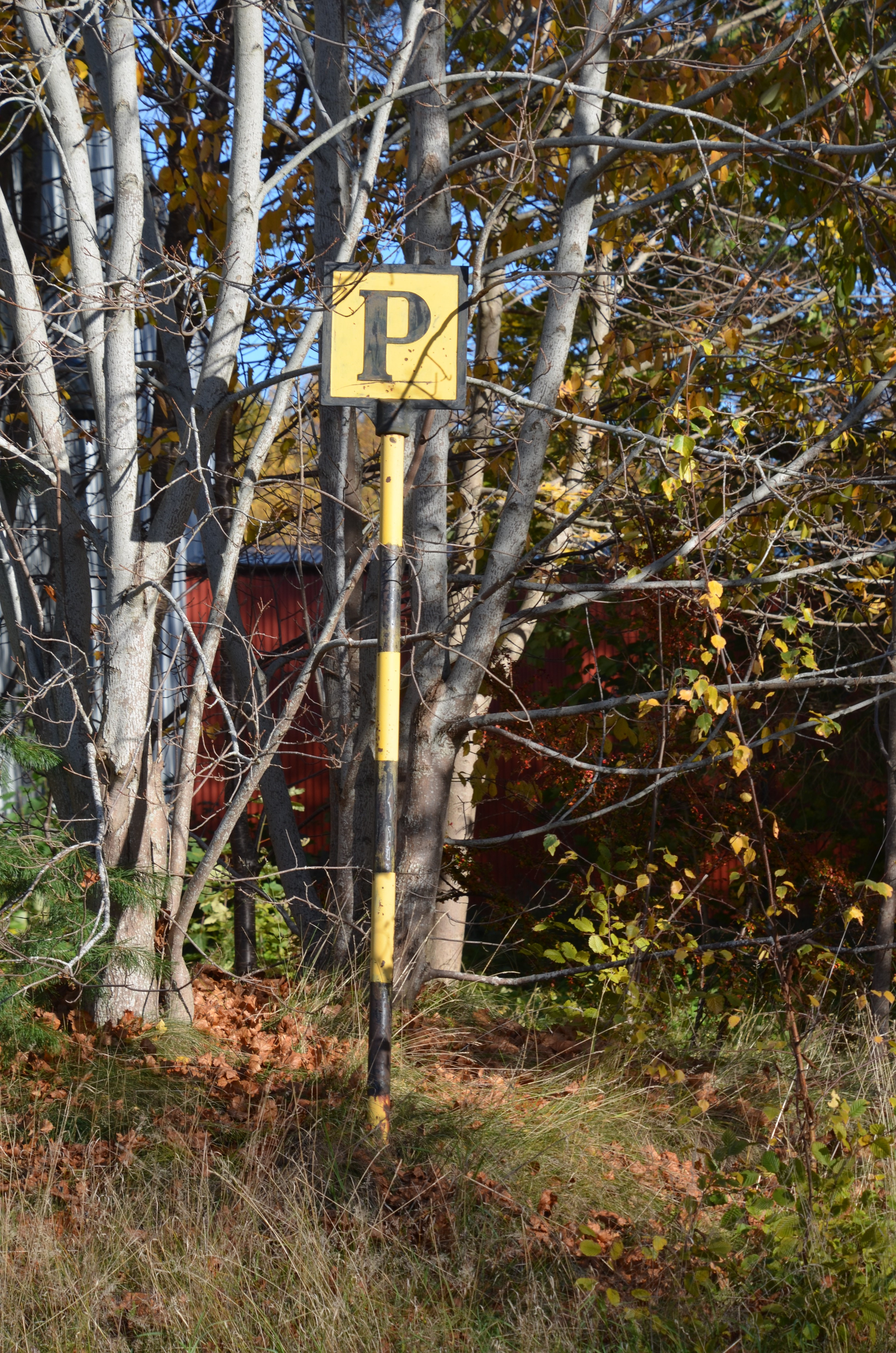
Trafikskylt för parkeringsplats från 1930-talet och fram till 1958
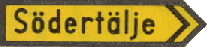
Vägvisare från 1930-talet och fram till 1958
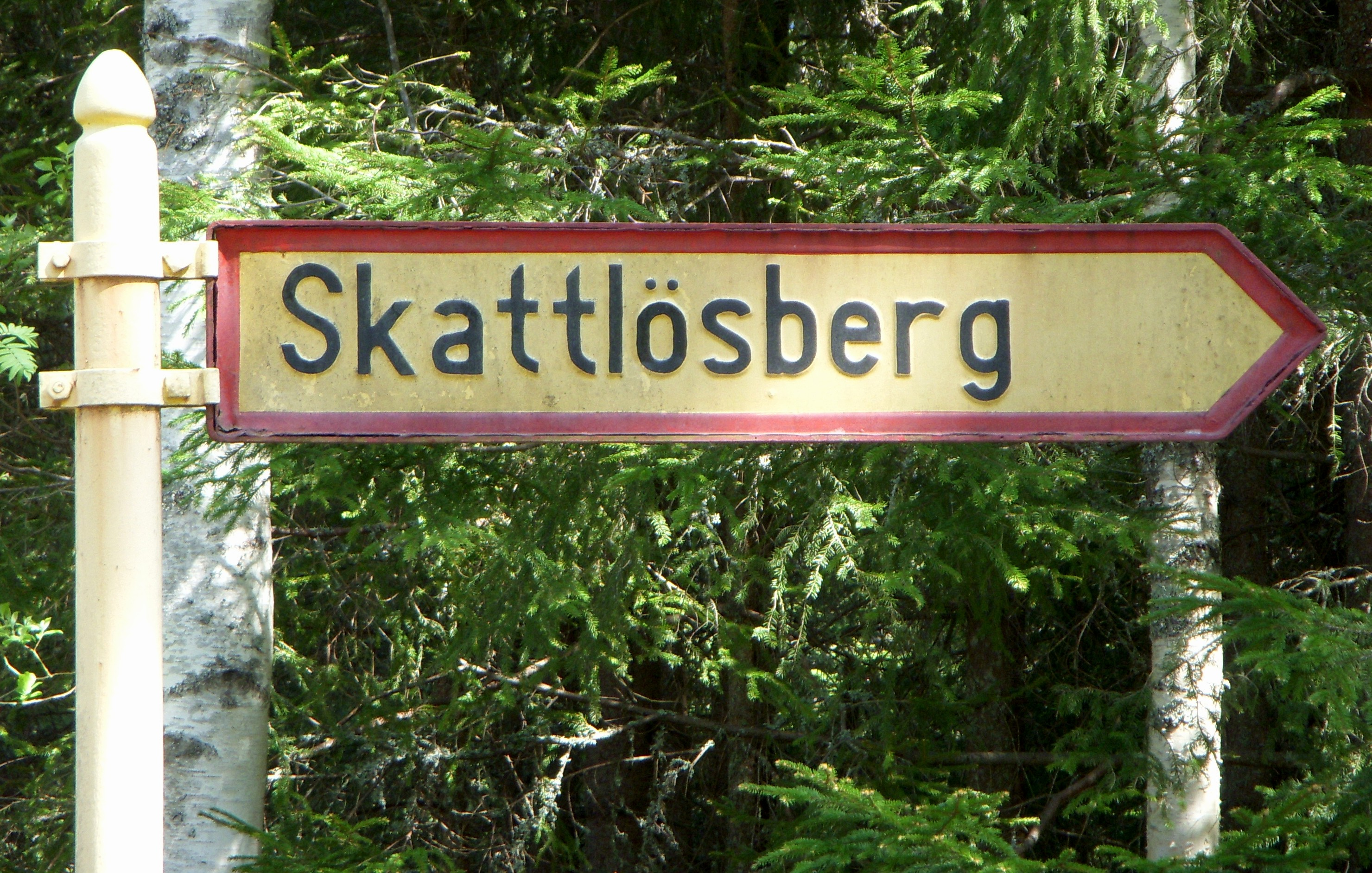
En äldre vägvisare för enskild väg, som fortfarande kan finnas kvar på landsbygden.
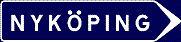
En gammal vägvisare av utgången typ. Så här såg en vägvisare ut från 1958 och fram till 1980-talet.

## Tätort

Äldre tätortsskylt, sakta ner.

Speciella tätortsskyltar har införts, försvunnit och sedan återinförts i Sverige. I 1937 års kungörelse om vägmärken infördes ett speciellt vägmärke för "tättbebyggt område". Vägmärket innebar förbud mot för hög hastighet och användning av signalhorn. Hastighetsgränsen var olika för personbilar och tyngre fordon. Skylten ingick i gruppen förbudsmärken och detta syns genom dess runda form och dess färg. Tecknet på skylten skulle föreställa en större gata och lite mindre som korsar. Denna skylt blev ofta kallad Krattan eftersom folk tyckte att den såg ut som en kratta.
År 1955 infördes i tättbebyggt område generell hastighetsbegränsning till 50 km/h som angavs med hastighetsskyltar och då avskaffades denna skylt. 

Ny tätortsskylt.

Under 1990-talet beslutades om att återinföra speciella skyltar för tätort. Dessa skulle i princip ha samma funktion som de gamla skyltarna men med ett nytt utseende. Skylten betyder "tättbebyggt område" och hastighetsbegränsningen efter denna skylt anges alltid på en tilläggstavla, oftast i direkt anslutning till skylten. Ett slutmärke (samma märke fast med ett rött diagonalt streck) sätts upp där tätorten slutar. Även här anges den hastighet som ska gälla på en hastighetsskylt och annars gäller senast angivna hastighet. 
De nya skyltarna är framtagna efter de moderna europeiska normerna och snarlika tätortsskyltar finns i flera andra europeiska länder idag, även om det är många länder som har tätortsskylt utan stadssymbol, bara ortnamn. Men det är kommunerna som bekostar skyltarna och det finns inget krav från Vägverket att skylten ska sättas upp vid tätort. Därför var dessa skyltar i början ganska ovanliga i landet men de har numera blivit allt vanligare. Efter protester beslutade svenska regeringen 2008 att det trots allt skulle finnas skylt om hastighetsbegränsning (med nummer) även om en sådan tätortsskylt finns.

## Nostalgi

Hastighetsbegränsning upphör.

Skylten betydde Hastighetsbegränsning upphör, i folkmun kallat Fri fart, ett begrepp som de facto avskaffades i samband med högertrafikomläggningen och de jure 1 januari 1970. Ett slanguttryck var Kines med sorgband, beroende på utseendet. Skylten fanns kvar en kort tid efter högertrafikomläggningen, dock med fyra diagonala streck på samma sätt som skylten omkörningsförbud upphör. 1971 beslutades att den högsta tillåtna hastigheten på en icke motorväg kunde vara upp till 110 km/h, men att 130 km/h kunde medges på motorväg. 1973 sänktes högsta tillåtna hastigheten på motorväg till 110 km/h.

### Upp och nedvänt vägmärke
| Gammal och ny avfartsskärm. |  | Gammal och ny avfartsskärm. |
| Gammal och ny avfartsskärm. |  |                             |

Den vänstra bilden visar en gammal så kallad avfartsskärm från 1960-talet och fram till omkring 1980 och den högra bilden visar en aktuell avfartsskärm av den typ som började användas från slutet av 1970-talet och framåt. 
Det vanliga för avfartsskärmar i Europa är att de formas efter principen om dubbel "Markeringsskärm för sidohinder". Den äldre svenska skylten stämde inte med de länder som hade liknande skyltar och inte heller med principen om dubbel "Markeringsskärm för sidohinder". Dessa vinklar skulle vara vända så vinkelspetsen är vänd uppåt. Av någon anledning gjordes detta från början fel i Sverige då dessa skyltar istället vändes upp och ner, det vill säga med vinkelspetsen vänd nedåt istället. Det innebar att den inte uppfyllde de principer som den egentligen var tänkt som. Anledningen till detta är okänd men med största sannolikhet kan det från början vara något misstag som sedan spred ut sig och blev standard. Från mitten av 1970-talet började ett antal skyltar vändas åt rätt håll men förändringen gick från början långsamt. I slutet av 1970-talet och början på 1980-talet skulle samtliga mörkblå skyltar bytas ut mot de klarblå och i samband med dessa skyltbyten ersattes också samtliga felvända avfartsskärmar med rättvända.

### Högertrafikomläggningen

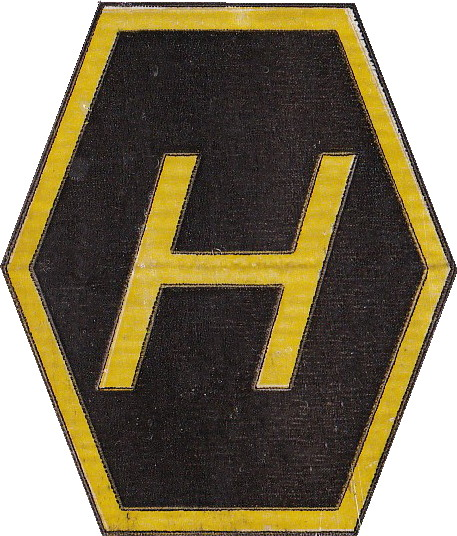
Högertrafikmärke.

I samband med högertrafikomläggningen som skedde 1967 försågs Sveriges vägar med ett så kallat "högertrafiksmärke" enligt bilden. Detta märke skulle påminna trafikanterna om att det var högertrafik som gällde. Märkena togs bort efter en kort tid. Märket på bilden finns sparat på en garagedörr.

## "Felvänt" vägmärke
| Vägarbetsskyltar vända åt olika håll. |  | Vägarbetsskyltar vända åt olika håll. |
| Vägarbetsskyltar vända åt olika håll. |  |                                       |

Den vänstra bilden visar en gammal vägarbetsskylt från 1950-talet och fram till 3 september 1967 och den högra bilden visar en aktuell vägarbetsskylt som används från 3 september 1967. I Sverige avviker skylten för vägarbete från vad som är vanligt i andra länder och så har det alltid varit. Vägarbetskylten är vanligen formad så att figuren som står och gräver är vänd med ryggen mot vägen. Detta följer också samtliga europeiska länder utom just Sverige (och Åland). Med största sannolikhet är detta en liten "miss". När Sverige hade vänstertrafik hade man av någon anledning tagit en vägarbetsskylt som liknade dem som användes i de länder som hade högertrafik. I samband med högertrafikomläggningen ändrade man en hel del skyltar och gjorde dem spegelvända för att passa bättre till högertrafiken och när det gällde vägarbetsskylten så vände man också på denna och därmed blev den avvikande även i fortsättningen. Detta torde dock inte förorsaka några problem när det gäller tolkningen av budskapet. Åland har, i motsats till övriga Finland, officiellt skylten vänd på samma sätt som i Sverige. I praktiken förekommer båda varianterna.

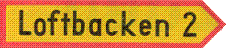
Vägvisare för enskild väg från 1950-talet med texten Loftbacken.

Modern vägvisare för enskild väg med texten Loftbacken.

## Varningsmärken

Varning för farlig kurva
Varning för flera farliga kurvor
Varning för nedförslutning
Varning för stigning
Varning för avsmalnande väg
Varning för bro
Varning för kaj
Varning för ojämn väg
Varning för farthinder
Varning för stenskott
Varning för stenras
Varning för övergångsställe
Varning för gående
Varning för barn (vägskylt)
Varning för cyklande och mopedförare
Varning för skidåkare
Varning för ridande
Varning för älg
Varning för hjortdjur
Varning för ren
Varning för häst
Varning för nötkreatur
Varning för vildsvin
Varning för får
Varning för vägarbete
Varning för flerfärgssignal
Varning för lågt flygande flygplan
Varning för sidvind
Varning för mötande trafik
Varning för tunnel
Varning för svag vägkant eller hög körbanekant
Varning för vägkorsning
Varning för vägkorsning där trafikanter på anslutande väg har väjningsplikt eller stopplikt
Varning för cirkulationsplats
Varning för långsamtgående fordon
Varning för fordon med förspänt dragdjur
Varning för terrängskotertrafik
Varning för kö
Varning för järnvägs- eller spårvägskorsning med bommar
Varning för järnvägskorsning utan bommar
Varning för korsning med spårväg
Varning för annan fara
Avstånd till plankorsning
Kryssmärke för en järnväg
Kryssmärke för flera järnvägsspår

## Väjningspliktsmärken

Väjningsplikt
Stopplikt
Övergångsställe
Övergångsställe
Huvudled
Huvudled upphör
Väjningsplikt mot mötande trafik
Mötande trafik har väjningsplikt
Cykelöverfart

## Förbudsmärken

Förbud mot infart med fordon
Förbud mot trafik med fordon
Förbud mot trafik med annat motordrivet fordon än moped klass II
Förbud mot trafik med motordrivet fordon med fler än två hjul
Förbud mot trafik med motorcykel och moped klass I
Förbud mot trafik med motordrivet fordon med tillkopplad släpvagn
Förbud mot trafik med tung lastbil
Förbud mot trafik med traktor och motorredskap klass II
Förbud mot trafik med fordon lastat med farligt gods
Förbud mot trafik med cykel och moped klass II
Förbud mot trafik med moped klass II
Förbud mot trafik med fordon med förspänt dragdjur
Förbud mot trafik med terrängmotorfordon och terrängsläp
Förbud mot ridning
Förbud mot gångtrafik
Begränsad fordonsbredd
Begränsad fordonshöjd
Begränsad fordonslängd
Minsta avstånd
Begränsad bruttovikt på fordon
Begränsad bruttovikt på fordon och fordonståg
Bärighetsklass
Begränsat axeltryck
Begränsat boggitryck
Förbud mot sväng i korsning
Förbud mot U-sväng
Omkörning förbjuden
Förbud mot omkörning med tung lastbil
Hastighetsbegränsning
Stopp vid tull
Stopp vid tull
Stopp vid tull
Stopp vid tull
Stopp för givet ändamål
Förbud mot att parkera fordon
Förbud mot att parkera fordon på dag med udda datum
Förbud mot att parkera fordon på dag med jämnt datum
Datumparkering
Förbud mot att stanna och parkera fordon
Ändamålsplats
Vändplats med parkeringsförbud
Vändplats med stoppförbud
Förbud mot användande av dubbdäck
Begränsat trippelaxeltryck

## Påbudsmärken

Påbjuden körriktning
Påbjuden körbana
Cirkulationsplats
Påbjuden cykelbana
Påbjuden gångbana
Påbjuden gång- och cykelbana
Påbjudna gång- och cykelbanor
Påbjuden ridväg
Påbjuden led för terrängmotorfordon och terrängsläp
Påbjudet körfält eller körbana för fordon i linjetrafik

## Anvisningsmärken

Motorväg
Motorväg upphör
Motortrafikled
Motortrafikled upphör
Tätort
Tättbebyggt område upphör
Gågata
Gågata upphör
Gångfartsområde
Gångfartsområde upphör
Rekommenderad lägre hastighet
Rekommenderad lägre hastighet upphör
Rekommenderad högsta hastighet
Rekommenderad högsta hastighet upphör
Sammanvävning
Enkelriktad trafik
Återvändsgata
Mötesplats
Parkering
Områdesmärke
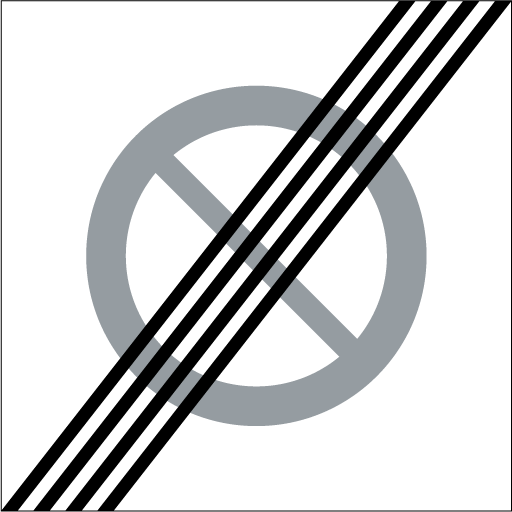
Slut på område
Busshållplats
Taxi
Automatisk kameraövervakning
Betalväg
Tunnel
Nöduppställningsplats
Nödutgång
Utrymningsväg
Riksmärke (gräns)

## Lokaliseringsmärken

### För vägvisning

Orienteringstavla
Orienteringstavla vid förbjuden sväng i korsning
Avfartsorienteringstavla
Vägvisare
Tabellvägvisare
Avfartsvisare
Körfältsvägvisare
Samlingsmärke för vägvisning
Platsmärke
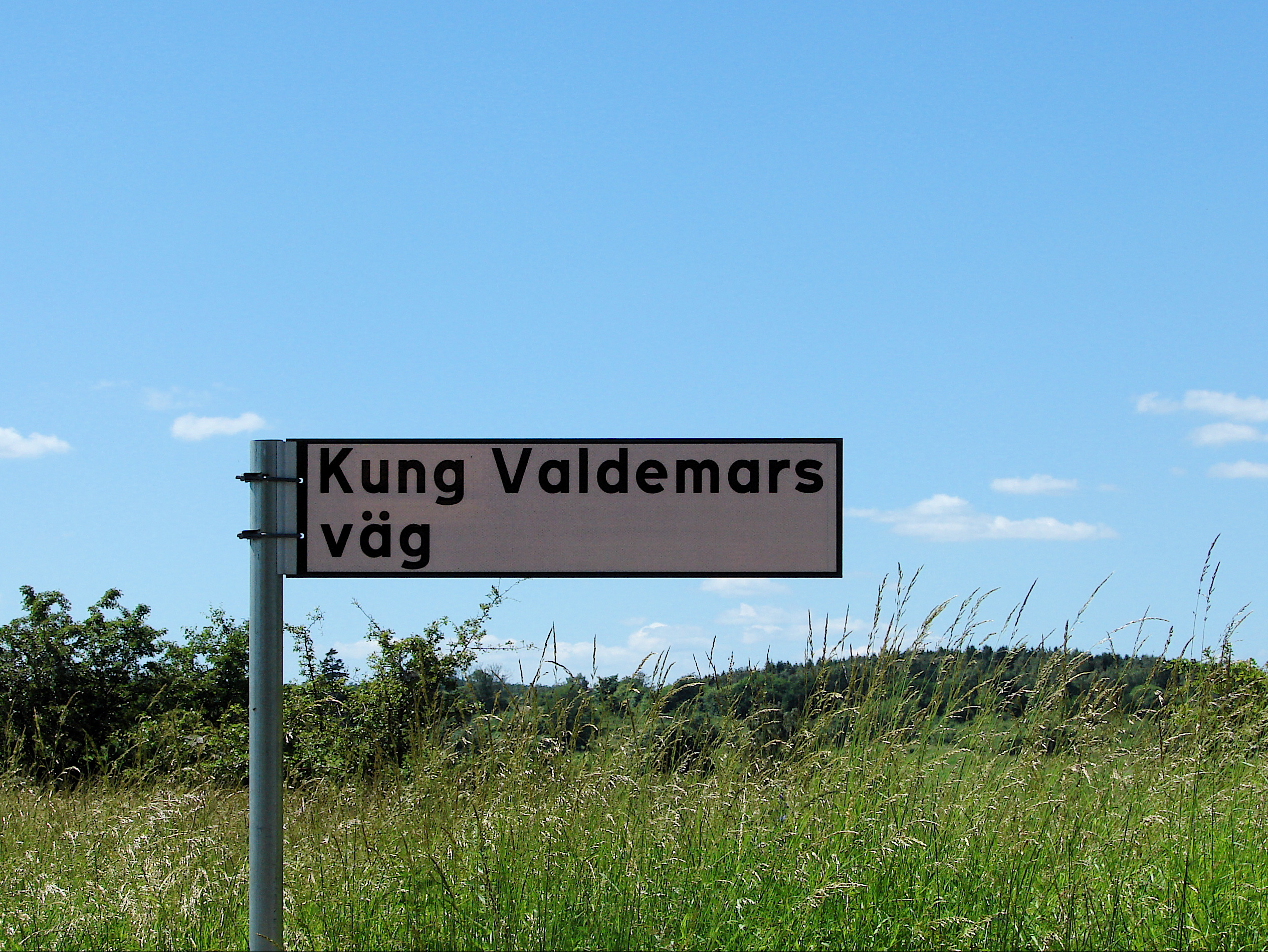
Gatunamn
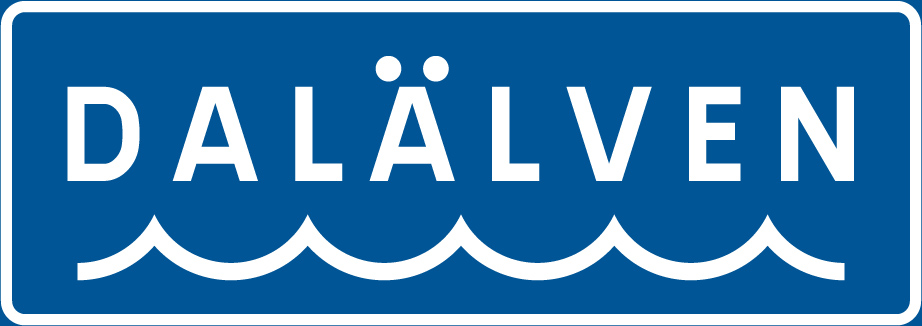
Vattendrag
Avståndstavla
Vägnummer
Omledning
Minskning av antal körfält
Färdriktning vid omledning
Körfält upphör
Körfält avstängt
Avfartsnummer
Pendelparkering
Lokal slinga
Märke för visst fordonsslag eller trafikantgrupp
Farligt gods

### För gång- och cykeltrafik

Vägvisare
Tabellvägvisare
Platsmärke
Avståndstavla
Cykelled

### För upplysning om allmänna inrättningar etc.

Post
Hjälptelefon
Radiostation för trafikinformation
Akutsjukhus
Industriområde
Järnvägsstation
Busshållplats
Brandsläckare

### För upplysning om serviceanläggningar etc.

Informationsplats
Fordonsverkstad
Drivmedel
Servering
Restaurang
Hotell
Vandrarhem
Stuga
Campingplats
Husvagnsplats
Rastplats
Toalett
Badplats
Friluftsområde
Vandringsled
Stollift
Släplift
Golfbana
Försäljningsställe för fiskekort
Sevärdhet

### För turistmål

Turistväg
Turistområde
Landmärke

## Tilläggstavlor

Vägsträckans längd
Avstånd
Avstånd till stopplikt
Fri bredd
Totalvikt
Tidsangivelse
Särskilda bestämmelser för stannande och parkering
Symboltavla
Nedsatt syn
Nedsatt hörsel
Utsträckning
Riktning
Flervägsväjning
Flervägsstopp
Vägars fortsättning i korsning
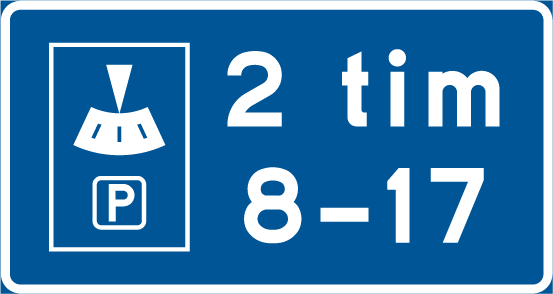
Parkeringsskiva
Uppställning av fordon

| Boende |

| P-biljett |

## Gamla vägmärken

Stopp (1951–1975)
Håll till vänster (1937-1951)
Pilen visar körriktning (1931–1951)
Pilen visar körriktning (1931–1951)
Tättbebyggt område, sakta ner (1937-1955)
Hastighetsbegränsning upphör (1951-1980)
Varning för vägarbete (1951-1967)
Gångfartsområde (1998-2007)
Gångfartsområde (1998-2007)